# Ztráta bitové synchronizace
Ztráta bitové synchronizace (nebo bitový skluz, anglicky bit slip) při digitálních přenosech dat nebo při záznamu dat je situace, kdy vlivem malé odchylky rychlostí vysílače a přijímače (nebo záznamového a čtecího zařízení) je jeden odeslaný (zapsaný) bit buď považován za dva, nebo není vůbec přijímačem zaznamenán (načten).
Jednou z příčin bitového skluzu je přetečení vyrovnávací paměti, ke kterému může dojít, pokud taktovací frekvence vysílače je vyšší než přijímače. Výsledkem je vynechání jednoho nebo více bitů kvůli nedostatku úložného místa. Další příčinou může být špatné počítání bitů, např. při magnetickém záznamu: pokud by se nula zaznamenávala jako jeden směr magnetizace a jednička jako opačný, dlouhá posloupnost samých nul nebo samých jedniček by neobsahovala žádné změny magnetizace, takže i malá odchylka rychlosti by vedla k chybnému určení počtu zaznamenaných bitů.
Jedním ze způsobů, jak udržet synchronizaci mezi vysílacím a přijímacím zařízením, je použít asynchronní protokol, např. arytmický přenos, kde stačí udržet synchronizaci pouze po dobu přenosu několik bitů. Jinou možností je použít signál, který sám nese časovací informaci (např. signál modulovaný pomocí OQPSK) nebo pomocí vhodného linkového kódu, jako je kódování Manchester. Při magnetickém záznamu se používají metody, které zabraňují záznamu dlouhých posloupností bez změny magnetizace, tak zvané Run length limited kódy.